# Boltenhagen
Boltenhagen es un municipio situado en el distrito de Mecklemburgo Noroccidental, en el estado federado de Mecklemburgo-Pomerania Occidental (Alemania), a una altitud de 4 metros. Su población a finales de 2016 era de 2507 habs. y su densidad poblacional, 140 hab/km².

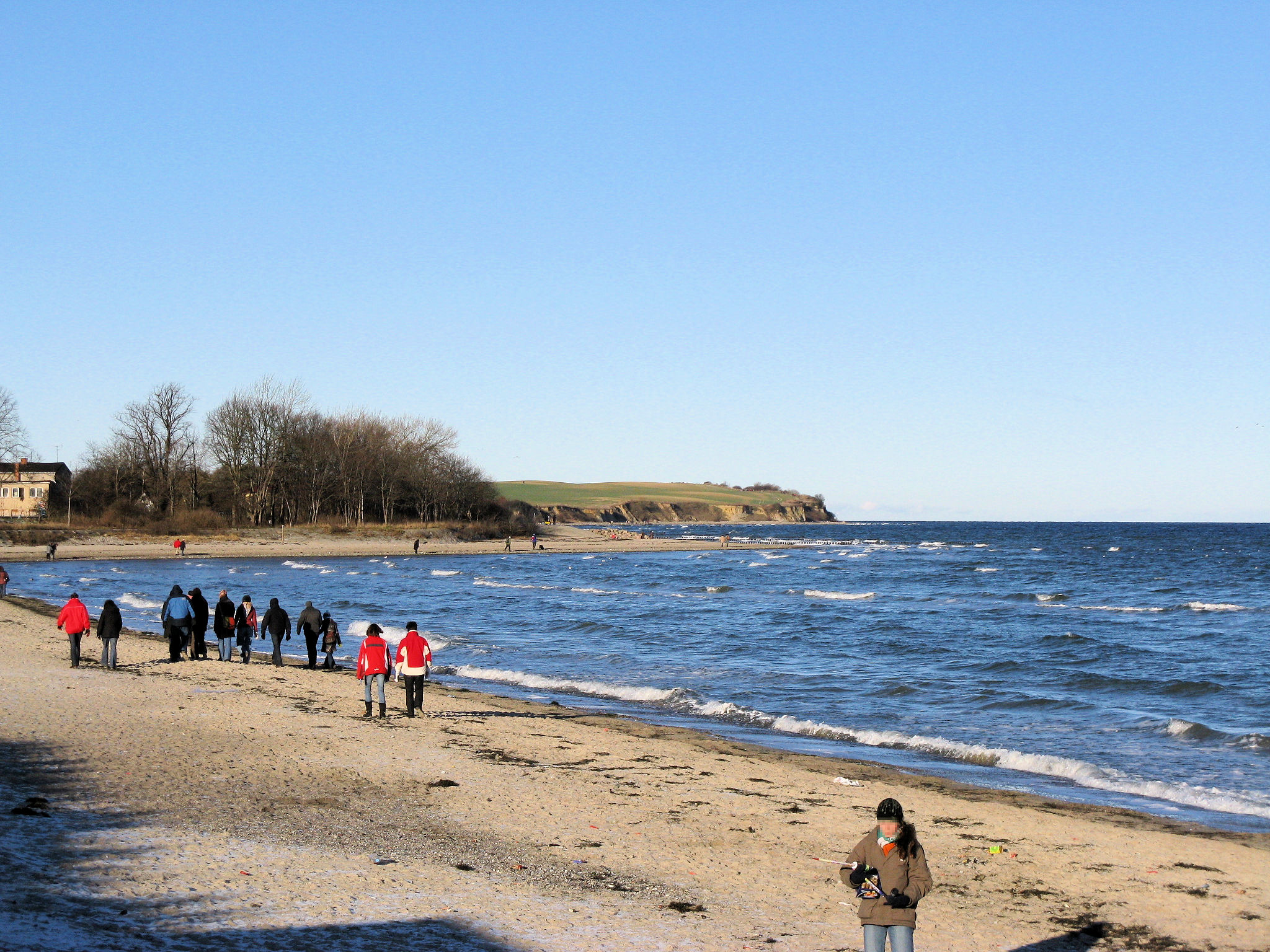
Playa de Boltenhagen

Se encuentra en la costa del mar Báltico, cerca de las ciudades de Lübeck, Wismar y Schwerin.